# سيليستينو بونيفاسيو باكالي
سيليستينو بونيفاسيو باكالي (24 سبتمبر 1957 - 2 مارس 2021) سياسي من غينيا الاستوائية. كان أمين العلاقات الدولية والتعاون في مؤسسة التقارب من أجل الديمقراطية الاجتماعية.
كان باكالي أحد الأعضاء المؤسسين لـ مؤسسة التقارب من أجل الديمقراطية الاجتماعية وكان أمين الإعلام والدعاية للجنة التنفيذية المؤقتة للمؤسسة خلال أوائل التسعينيات. بعد أن تم اعتراض نسخ من جريدة المؤسسة التي أراد هو وأبوغو إرسالها إلى إسبانيا في مطار مالابو في فبراير 1992، كان باكالي من بين المعتقلين. عندما عقد الحزب مؤتمره التأسيسي في ديسمبر 1994 أصبح باكالي أمينًا للعلاقات الدولية.
كان باكالي مرشح الحزب الديمقراطي المسيحي في انتخابات ديسمبر 2002 الرئاسية. وكان ميكا أبوجو زعيم الحزب قد سُجن في ذلك الوقت. بعد شكوى من تزوير الناخبين، سحب باكالي ترشيحه في يوم الانتخابات. إلى جانب ميكو أبوجو، كان أحد اثنين من مرشحي حزب الشعب الديمقراطي المنتخبين في مجلس النواب في الانتخابات البرلمانية في أبريل 2004. فاز هو وميكو أبوجو بمقاعدهما من مالابو العاصمة.
في المؤتمر الوطني الثالث لـ مؤسسة التقارب من أجل الديمقراطية الاجتماعية الذي عقد في باتا في 28-30 يناير 2005، أعيد انتخاب باكالي لمنصبه في اللجنة التنفيذية الوطنية للمؤسسة كسكرتير للعلاقات الدولية والتعاون. توفي باكال في عيادة في دوالا نتيجة مرض لم يتم الكشف عنه.